# Bolgatanga
Bolgatanga (popularment anomenada Bolga) és una ciutat de Ghana, capital de la Regió Superior Oriental i del Districte Municipal de Bolgatanga (un dels tretze districtes de la regió).
Bolgatanga tenia 66.685 habitants al cens de 2012. Està situada a 161 km al nord de Tamale. Bolgatanga es troba a la vall del riu Volta que serveix com a major ruta d'emigració dels elefants; la ciutat està a la vora del riu Volta Blanc i dels penya-segats dels escarpaments de Gambaga situats al sud de la ciutat i que formen el límit sud de regió Superior Oriental.